# Бетење Сен Брис
Бетење Сен Брис (фр. Bettegney-Saint-Brice) је насељено место у Француској у региону Лорена, у департману Вогези.
По подацима из 2011. године у општини је живело 142 становника, а густина насељености је износила 26,69 становника/km².

## Демографија
| 1962. | 1968. | 1975. | 1982. | 1990. | 2011. |
| ----- | ----- | ----- | ----- | ----- | ----- |
| 128   | 122   | 126   | 105   | 110   | 142   |